# Zwischen Welten (Roman)
Zwischen Welten ist ein Gesellschaftsroman von Juli Zeh und Simon Urban aus dem Jahr 2023, der in der Zeit vom 5. Januar bis 4. Oktober 2022 spielt. Die Aufzeichnung der digitalen Kommunikation von Theresa Kallis, einer Milchbäuerin im Land Brandenburg, und Stefan Jordan, einem stellvertretenden Chefredakteur einer Wochenzeitung in Hamburg, gibt Einblicke in Höhen und Tiefen der Streitkultur zwischen verschiedenen gesellschaftlichen Milieus. Die beiden Protagonisten haben sich während des Germanistikstudiums kennengelernt und diskutieren private, lokale und globale Krisen, gesellschaftliche Veränderungen, aktuelle und aufkommende Streitthemen (Cancel Culture, Gendersprache, Klimapolitik, Rassismus, Landwirtschaftspolitik, Wokeismus, Identitätspolitik, Querdenken, Ukrainekrieg, Bauernproteste). Der Tonfall schwankt immer wieder zwischen freundlich, wohlwollend und beleidigend. Oft wird aus dem Dialog ein Monolog, obwohl sich beide in den grundlegenden Zielen der nötigen gesellschaftlichen Veränderungen weitgehend einig sind. Sie streiten allerdings über Wege zu den Zielen.
Während des neun Monate andauernden Streites entwickeln sich beide Charaktere gegenläufig. Während Stefan anfangs mit dem Klima-Sonderheft unter Beteiligung der Klimaaktivistin Leonie klar Position bezieht und damit die Neutralität des klassischen Journalismus unter Kritik von Theresa verlässt, wird Theresa am Ende des Romans zur Aktivistin.

## Inhalt

### Vorgeschichte
Theresa Kallis – Alter 43 Jahre – ist Vorstand ("nicht Vorständin", wie sie selbst betont) der Agrargenossenschaft Kuh & Co. Schütte eG im fiktiven brandenburgischen Dorf Schütte in der Ostprignitz. Sie ist in Schütte geboren und aufgewachsen. Sie hat den Hof, den ihr Urgroßvater um 1900 erbaut hatte, von ihren Eltern geerbt. Der Vater führte den Hof als LPG-Vorsitzender. Als ihr Vater starb, bricht sie das Germanistikstudium in Münster ab, um die Familientradition fortzuführen. Sie baut den Hof um in Richtung „Bio, Öko, Nachhaltigkeit“. Ihre Sekretärin Britta war schon Sekretärin bei Theresas Vater und ist für die Quereinsteigerin Theresa eine große Hilfe. Theresa und ihr Ehemann Basti haben zwei Kinder, 8 und 10 Jahre alt. Ihre Schwiegereltern leben in Unterleuten. Die Ehe ist zunächst glücklich, aber später fragil, weil Theresa sich wenig Zeit für die Familie, z. B. für einen Familienurlaub, nimmt. Theresa ist verantwortlich für den Bauernhof und muss zeitweise auch beim Melken der 200 Kühe in ihrem Melkstand einspringen.
Dr. Stefan Jordan – Alter 46 Jahre – ist stellvertretender Chefredakteur und leitet die Kulturredaktion der Wochenzeitung DER BOTE in Hamburg. Er hat nach dem Abschluss des Germanistikstudiums eine steile Karriere im Verlag gemacht, vor allem dank seiner Publikation des HEFTIG-Magazins, das den Anspruch hatte, mit dem Zeitgeist Schritt zu halten, und auf eine Idee zurückging, an der auch Theresa beteiligt war. Aber Stefan schämte sich später über den „hemmungslosen Hedonismus“, die „unfassbar naive Konsumfreude“ in diesem Magazin, das seine Karriere gefeuert hat. Die UN-Klimakonferenz in Paris 2015, an der er als akkreditierter Journalist teilnahm, brachte ihn zum Umdenken.
Theresa und Stefan studierten 20 Jahre vor Beginn der im Roman aufgezeichneten digitalen Kommunikation Germanistik an der Universität Münster und wohnten drei Jahre in einer WG, Theresa zur Untermiete bei Stefan.

### Erster Erzählabschnitt (5.1. – 18.5.2022)
Im digitalen Dialog beziehen sich die beiden Protagonisten mehrmals auf ihr lebhaftes Streitgespräch an der Außenalster in Hamburg zu Silvester 2021. Infolgedessen führen sie ihr Streitgespräch per E-Mail und WhatsApp-Nachrichten weiter. Es folgen vier Monate digitaler Kommunikation, die teils in freundlichem, teils in verletzendem Ton stattfindet.
Stefan will sein moralisches Versagen mit der Herausgabe eines Sonderheftes zur Klimakrise wieder gut machen, dem „wichtigsten Thema unserer Zeit.“ Er bewundert Theresa, wie sie alleine einen Bauernhof unter schweren wirtschaftlichen Bedingungen leitet: „Es ist krass, was du leistest. Wie stark du sein musst und offenbar auch bist.“ Er findet sie „klug und neugierig und freiheitsliebend“. Theresa kämpft derweil um den Erhalt ihres von wirtschaftlichen Krisen geschüttelten Bauernhofes.
Carla al-Saed ist Stefans junge Kollegin aus der Berliner Online-Redaktion von DER BOTE. Sie ist für Social Media zuständig und entwickelt gemeinsam mit Stefan die Klima-Ausgabe von DER BOTE. Ihre Eltern stammen aus Simbabwe. Aufgewachsen ist sie aber in Offenbach. Zwei Klimaaktivisten, Leonie und Justin, sollen das Sonderheft zur Klimakrise auf Einladung von Stefan mit eigenen Impulsen begleiten. Stefan charakterisiert sie als selbstbewusst, vor Fachwissen strotzend und schlau, aber erlebt sie auch dreist, arrogant und überheblich. Er kündigt ihnen später, weil sie sich ihm gegenüber respektlos verhalten. Die Sonderausgabe erscheint dennoch.
Um den Streit nicht nur per WhatsApp und E-Mail auszutragen, treffen sich Theresa und Stefan am 18. Mai 2022 wieder an der Außenalster.

### Zweiter Erzählabschnitt (4.7. – 24.8.2022)
Erst sechs Wochen später wird Kommunikation durch Theresa wieder aufgenommen. Dabei wird deutlich, dass ihr Treffen an der Außenalster im Streit und mit Handgreiflichkeiten endete. Stefan wird dabei Theresa gegenüber übergriffig, nachdem sie ihn beleidigt hat. Stefan deutet in der nun folgenden Kommunikation Theresa gegenüber an, dass er ein sexuelles Interesse ihr gegenüber hat, was aber von Theresa nicht erwidert wird. Der intensive Gedankenaustausch mit ihrem Freund Stefan sowie Theresas überstürzter Besuch in Hamburg belasteten die Ehe von Theresa und Basti zusätzlich, so dass ihr Ehemann infolgedessen mit den beiden Kindern auszieht.
Flori Sota – albanischer Abstammung – ist ein aus Talkshows bekannter Journalist und der Chefredakteur von DER BOTE. Obwohl er recht konservativ ist, wird er seit 20 Jahren von Stefan sehr geschätzt. Die scherzhaft gemeinte Formulierung „Quoten-Schwarze“ bei der Vorstellung von Carla al-Saed führt schließlich, angefacht durch Shitstorm in den sozialen Medien, insbesondere Twitter, zum Ende seiner beruflichen Laufbahn und Verunglimpfung seiner Familie einschließlich des Mobbings der Kinder in der Schule.
Theresa lernt Eva, die Tochter von Lars, kennen. Eva radikalisiert sich zunehmend bei der globalisierungskritischen Protestbewegung „Green Redemption“. Diese Bewegung wird von einem konservativen, globalisierungskritischen amerikanischen Thinktank finanziert. Die Gruppe – von Theresa unterstützt – bringt im August mit Gülle gefüllte Dosen in den Einzelhandel – mit dem Warnhinweis „Wer einen Dreck bezahlt, bekommt auch Dreck“.

### Dritter Erzählabschnitt (27.8. – 4.10.2022)
Stefans E-Mail bezüglich des gewalttätigen Übergriffs gegenüber Theresa wird geleakt und droht ihm zum beruflichen Verhängnis zu werden: „Mir sind die Lichter ausgegangen. Ich habe mich nicht entschieden, dich zu schlagen. Es ist einfach passiert.“ Dennoch engagiert sich Stefan stark für die Neuausrichtung, den „Relaunch“, der Zeitung. Aus „DER BOTE“ wird „BOT*IN“ und Stefan deren Chefredakteur – gemeinsam mit Carla al Saed, aber zweitrangig nach ihr, als „Marionette“, als „Teil einer Scharade“. Mit der neuen Zeitung gibt es die Ressorts „BOT*IN aktiv“ und „People of Colour“. Stefan ist begeistert von der „Vereinigung aller Gegensätze, Ost und West, Mann und Frau, Schwarz und Weiß.“ Wenige Tage später schreibt er jedoch an Theresa: „Wir haben beide gekämpft und verloren.“
Lars ist ein Jugendfreund von Theresa und ein Bauer aus dem Nachbarort Bracken der mit dem Anbau von „Energiemais auf die Nase gefallen“ ist und sich wirtschaftlich nicht wieder erholt. Wirtschaftlich in die Enge getrieben verspielt er das von Theresa geschenkte Geld (80.000 €, zuvor von Bastis Eltern ihrem Sohn als Starthilfe für seine Autowerkstatt geschenkt und von Basti an Theresa zur Rettung der Kuh & Co. Schütte eG weitergeschenkt) und begeht aus Verzweiflung Suizid.
In den letzten fünf Wochen wird die Kommunikation mit größerer Dramatik des Geschehens und PGP-Verschlüsselung bzw. per Telegram fortgesetzt, bis am 27. September die Kommunikation zwischen Theresa und Stefan abbricht, weil Theresa ihre E-Mail-Adresse kündigt und über WhatsApp und Telegram nicht mehr antwortet. Aus Verzweiflung am wirtschaftlichen Niedergang ihres Biohofes und des Bauernhofes von Lars sowie ihres erfolglosen demokratischen Engagements in der „Zukunftskommission Agrar“ beteiligen sich Theresa und Eva am Ende des Romans an einer Protestaktion der Protestgruppe „Free Gaia“, die vom Verfassungsschutz beobachtet wird. Vor dem Landwirtschaftsministerium in Berlin findet eine Aktion dieser Gruppe statt. Stefan kritisiert diese Protestbewegung: „Du hast jetzt massenweise falsche Freunde, vor allem in der AfD.“ Eva wird mit dem Plakat einer Gruppe namens L.A.R.S („Ländlich-agrarische Räume sichern“), die an ihren Vater Lars erinnern soll. Theresa kommt wegen versuchter Gewalttätigkeit (Ohrfeige) gegenüber dem Landwirtschaftsminister in Polizeigewahrsam.
Stefan sucht mit der Zeitung BOT*IN „die Vereinigung aller Gegensätze“. Nicht er, sondern seine Co-Chefredakteurin Carla holt die zuvor fristlos entlassene Leonie in die Redaktion zurück. Das Foto von Theresa, das in Nahaufnahme zeigt, wie Theresa dem Landwirtschaftsminister eine Ohrfeige verpasst, erscheint als Titelbild der ersten Ausgabe der BOT*IN.

## Personen
| Person              | Beschreibung |
| ------------------- | --- |
| Theresa Kallis      | 43-jährige Leiterin der Agrargenossenschaft Kuh & Co. Schütte eG im fiktiven brandenburgischen Ort Schütte, verheiratet, zwei Söhne |
| Dr. Stefan Jordan   | 46-jähriger stellvertretender Chefredakteur der Wochenzeitung DER BOTE in Hamburg, später einer der Chefredakteure der neuen Wochenzeitung BOT*IN, ledig, kinderlos                                                                                    |
| Basti               | Ehemann von Theresa Kallis, Mechatroniker mit Wunsch, eine eigene Werkstatt zu eröffnen |
| Jonas               | 8-jähriger Sohn von Theresa und Basti, lebt später bei seinem Vater |
| Phil                | 10-jähriger Sohn von Theresa und Basti, lebt später bei seinem Vater |
| Britta              | Theresas Sekretärin, bereits bei Theresas Vater als Sekretärin angestellt |
| Christian           | Vorarbeiter auf Theresas Hof |
| Conny               | Melkerin auf Theresas Hof |
| Dennis              | Melker auf Theresas Hof |
| Ronny               | Traktorist auf Theresas Hof, wird wegen seines Alkoholkonsums von Theresa entlassen, rächt sich vermutlich mit einer Brandstiftung |
| Herr Puls           | Unternehmensberater, der den Ratschlag gibt, Theresas Hof auf Maisanbau zur Energieproduktion umzustellen |
| Lars                | Bauer aus dem Nachbarort Bracken, Bekannter Theresas aus der Jugendzeit, Besitzer eines insolventen Bauernhofes mit Maisanbau, begeht am Ende Suizid                                                                                                   |
| Eva                 | Tochter von Lars, Studentin, radikalisiert sich bei den globalisierungskritischen Protestbewegungen „Green Redemption“ und „Free Gaia“, gründet mit Theresa die Protestbewegung L.A.R.S (Ländlich-agrarische Räume sichern) im Andenken an ihren Vater |
| Flori Sota          | Chefredakteur der Wochenzeitung DER BOTE, Stefans Mentor, später als Chefredakteur entlassen und zieht mit der Familie nach Belgien, albanischer Abstammung, verheiratet mit Rieke, zwei Kinder Tami und Balthasar                                     |
| Carla al-Saed       | Leiterin der Online-Redaktion der Wochenzeitung DER BOTE, später eine der Chefredakteure der neuen Wochenzeitung BOT*IN, Eltern stammen aus Simbabwe                                                                                                   |
| Dorothea von Bargen | Besitzerin und Verlegerin von DER BOTE bzw. BOT*IN, von Stefan oft nur DvB genannt |
| Leonie              | Klimaaktivistin, die auf Anregung von Stefan die Klimabeilage von DER BOTE mit eigenen Impulsen begleitet, später Mitarbeiterin bei der Wochenzeitung BOT*IN von Carla al-Saed eingestellt, als selbstbewusst und arrogant beschrieben                 |
| Justin              | Klimaaktivist, der die Klimabeilage von DER BOTE mit eigenen Impulsen begleitet, als selbstbewusst und arrogant beschrieben |

## Ausgewählte Themen
Ausführlich thematisieren Theresa und Stefan ihr jeweils sehr verschiedenes Lebensumfeld.
Im Dorf Schütte, in dem Theresa lebt, „kann man mit niemandem über Literatur oder Weltpolitik reden. Aber dafür stehen die Leute mit beiden Beinen auf dem Boden, und wenn du Hilfe brauchst, ist immer jemand da.“ 28 Prozent der 451 Einwohner sind AfD-Wähler. „Dünn besiedelt, sozial schwach, ziemlich vergessen von der Welt. Flache Landschaft, unfruchtbare Sandböden, trockene Kiefernwälder. Einkaufszentren und Windparks.“ Drastisch beschreibt Theresa aktuelle Probleme der Landwirtschaft, insbesondere das Land Grabbing, Ernteverbot wegen der Afrikanischen Schweinepest sowie Dürre und Starkregen infolge der Klimakrise.
Stefan diskutiert mit Theresa über die Notwendigkeit der Neutralität im guten Journalismus und fragt inwieweit Aktivismus und Cancel Culture als Ausdruck einer klaren Haltung angemessen sind.
Während die vorgenannten Themen in teils langen Monologen in die Kommunikation eingebracht werden, kommt es bei anderen Themen zu ausgewogenen Dialogen:
Angesichts der Klimakrise sehen sowohl Theresa als auch Stefan dringenden Handlungsbedarf, aber in unterschiedlicher Weise. Stefan kritisiert den Methanausstoß der Kühe und ist stolz, dass es ihm gelingt, eine „Klima-Ausgabe“ der Zeitschrift DER BOTE herauszubringen. Theresa kritisiert, dass „Kreuzfahrtschiffe zum puren Vergnügen auf den Weltmeeren herumschippern“, und ist stolz, einen Öko-Hof zu betreiben. Bezüglich der Energiegewinnung im ländlichen Raum erklärt Stefan: „Man kann Windräder und meterhohe Maispflanzen hässlich finden, sie verschandeln die Landschaft und machen unsere Arbeit monoton – aber ist es das nicht wert, um die Welt für kommende Generationen zu retten?“
Theresa und Stefan diskutieren kontrovers über Geschlechtergerechtigkeit und Familienplanung. Theresa bemüht sich in ihrer Familie um die Vereinbarkeit von Beruf und Familie. Aber sie stellt fest: „Irgendetwas geht brutal schief mit Basti und mir. … Unser Leben war immer stressig. Zwei Berufe, zwei Kinder, zwei Autos…. Urlaub, der nicht gemacht wird.“ Stefan bemüht sich um gendergerechte Sprache mittels Gendersternchen, was Theresa ablehnt, weil damit die „Polarisierung in der Gesellschaft“ angeheizt wird. Stefan ist überzeugter Single, berichtet von verschiedenen Freundinnen. „Solange wir die globalen Probleme nicht gelöst bekommen“, sollte man seiner Meinung nach keine Kinder bekommen. Theresa kritisiert diese Haltung als „selbstsüchtige Verantwortungslosigkeit“.
Theresa und Stefan gehen unterschiedliche Wege ihres politischen Engagements. Theresa will über ihre Mitarbeit in der „Zukunftskommission Agrar“ die Landwirtschaft reformieren, so dass das „Agrar- und Ernährungssystem … so angelegt“ ist, „dass positive Ziele wie Klima, Umwelt, Biodiversität, Tierwohl und menschliche Gesundheit im unternehmerischen Interesse liegen“. Stefan beschäftigt sich hingegen intellektuell und journalistisch u. a. mit dem „strukturellen Rassismus“. Zum Verhältnis von Klima-Politik und Klima-Wissenschaft erklärt er: „Beim Klima bin ich gewissermaßen für Expertokratie. Da ist kein Spielraum mehr für politisches Gezänk. Es ist klar, was getan werden muss und zwar so schnell wie möglich.“ Stefan will über Medien die Gesellschaft zu Veränderung motivieren. Beide diskutieren über die Rolle der Vierten Gewalt und sind sich einig, dass gesellschaftliche Veränderungen nötig sind. Beide positionieren sich gegen die AfD.
Über Verantwortung haben beide verschiedene Ansichten. Während Stefan von „der Verantwortung für die Welt, in der wir leben“ schreibt, entgegnet ihm Theresa: „Du hast nicht einen Hauch von Verantwortung. … Du hast keine Familie, keine Firma, kein Haustier, kein Ehrenamt.“ Später wird dieses Thema noch einmal aufgegriffen und Stefan stellt fest, dass Antworten auf drängende Fragen zu suchen und zu finden stets an die Übernahme von Erwartung geknüpft sei.
Beide kritisieren ungerechte Eigentumsverhältnisse. Theresa klagt über die BVVG Bodenverwertungs- und -verwaltungs GmbH, die die ehemals volkseigenen Flächen nicht die örtlichen Bauern, sondern an die Meistbietenden, an „Investoren aus dem Westen“ verkauft. Stefan stimmt zu: „Ob Mieter*innen oder Pächter*innen – wer in Deutschland nicht zum Clan der Reichen gehört, ist am Ende immer machtlos. Deshalb war und bin ich ein Fan des Berliner Mietpreisdeckels…“
Für beide ist der Krieg Russlands gegen die Ukraine höchst beunruhigend. „Was Putin in der Ukraine macht, geht mir genau so nahe wie dir. Ich habe Angst. Weniger vor einem Atomkrieg als vor der Frage, was aus Europa wird, wenn Großmächte wieder beschließen, sich mit Gewalt zu nehmen, worauf sie Lust haben.“ Stefan beklagt einen öffentlichen Brief, „in dem sich ein paar selbsternannte Intellektuelle gegen Waffenlieferungen in die Ukraine ausgesprochen haben“ und der „hemmungslose Täter-Opfer-Umkehr betreibt.“
Demokratie bedeutet für Theresa vor allem das Aushandeln unterschiedlicher Interessen. Für Stefan geht es vor allem um Haltung, Ethik und Moral.
Darüber hinaus wird im Briefwechsel zwischen Theresa und Stefan noch das Thema der Zukunftserwartungen verhandelt. In der konfrontativen Überforderung mit dem Aktuellen verschiebt sich der Blick beider auf die Gegenwart. Während Stefan tendenziell eine Reformation des Systems von innen heraus anstrebt, versucht Theresa durch ihren zunehmenden Aktivismus das System von außen zu sprengen.
In der beiderseitigen Krise – Stefan muss mit dem Shitstorm als Frauenschläger fertig werden und Theresa muss mit dem Zerbrechen ihrer Familie und ihres Betriebs kämpfen – stellen beide fest, dass beide an den Verhältnissen gescheitert sind, aber nicht an sich selbst.
Beide bekennen sich zu dem Satz:

„Es ist doch ein Geschenk, wenn man weiß, was richtig ist. Dann soll man es gefälligst auch tun.“

Und Stefan stellt fest: „Wir sind doch eigentlich einer Meinung: nämlich, dass sich etwas ändern muss.“ .
Am Schluss bekennt er jedoch das Scheitern: „Wir haben beide gekämpft und verloren, Theresa – jeder auf seine Weise.“ Soziale Medien können die Menschenwürde zerstören: „Aus der digitalen Spaßgesellschaft ist eine Hassgesellschaft geworden. Hass macht Spaß. Eine traurige Erkenntnis.“

## Entstehung und Form
Nach Aussage der Autoren entstand der Roman nicht dadurch, dass Juli Zeh Theresas und Simon Urban Stefans Beiträge geschrieben hätte und die Aussagen anschließend ineinander montiert worden wären. Vielmehr seien beide Autoren „quasi ein Schreibgehirn [geworden], einer hat gesprochen, einer getippt.“
Der Roman hat die Form einer Aneinanderreihung chronologisch geordneter Nachrichten im WhatsApp- und E-Mail-Format sowie vereinzelt auch im Telegram- und SMS-Format, mit Datum und Name des Absenders. Susanne Gaschke von der Neuen Zürcher Zeitung bezeichnet das Buch als „modernen Briefroman“, andere Rezensenten sprechen von einem „zeitgenössischen Briefroman“.
Laut Zeh wurde die Entstehung des Buchs durch Gespräche mit Wirtschaftsminister Robert Habeck über Landwirtschaft beeinflusst.

## Stellung in der Literaturgeschichte

### Bezug zu Goethes „Die Leiden des jungen Werthers“
Auch Johann Wolfgang Goethe bedient sich in seinem Briefroman Die Leiden des jungen Werthers der Fiktion, dass in dem Roman schriftliche, an eine bestimmte Person (einem nicht näher vorgestellten „Wilhelm“) versendete Mitteilungen desselben Autors in chronologischer Reihenfolge herausgegeben würden. Abgedruckte Antwortbriefe gibt es in dem Roman nicht, und handgeschriebene Briefe sind das einzige verwendete Medium. In dem Roman von Juli Zeh und Simon Urban werden (ebenfalls in chronologischer Anordnung) schriftliche Mitteilungen derselben zwei Personen mit regelmäßig wechselndem Adressaten abgedruckt. Das Tempo des Gedankenaustauschs ist (durch die Wahl der Medien bedingt) im Vergleich zum 18. Jahrhundert drastisch erhöht.
Es liegt nahe, die Beziehung zwischen Stefan und Theresa mit der zwischen Werther und Lotte zu vergleichen, mit einem zweiten Mann als „Nebenbuhler“. Bei näherer Betrachtung wird jedoch deutlich, dass sich das Wesen von Zweierbeziehungen und von gesellschaftlichen Konventionen in den vergangenen 250 Jahren fundamental verändert hat.

### Bezug zu anderen Romanen Juli Zehs
Der Roman Zwischen Welten knüpft an die Romane Unterleuten und besonders Über Menschen an, die ebenfalls das Verhältnis von Großstädtern zu Bewohnern ländlicher Gemeinden in Zeiten gesellschaftlicher Transformation thematisieren. Die Großstädte Berlin und Münster sind ebenso wie die fiktiven Dörfer „Unterleuten“ und „Bracken“ Handlungsorte auch der anderen beiden Romane von Juli Zeh. Neben solchen Gemeinsamkeiten unterscheidet sich Zwischen Welten von Über Menschen und Unterleuten durch eine geringere Anzahl der handelnden Personen sowie eine geringere Komplexität der Beziehungen zwischen den Personen.

## Rezeption

### Rezensionen (Auswahl)
- Für Katja Weise, die den Roman am 7. Februar 2023 für den NDR rezensiert, ist „Zwischen Welten“ „fest im Hier und Jetzt verankert, bildet fast schon zu viele Diskussionen ab, kreist aber konsequent um das große Thema: Wie wichtig sind Streit und eine konstruktive Debattenkultur für die Demokratie?“[5]

- Wolfgang Schneider schreibt für Deutschlandfunk Kultur am 25. Januar 2023, dass „Zwischen Welten“ „die Möglichkeiten der Verständigung in einer zunehmend gespaltenen Gesellschaft“ erkundet, „um im Finale die Brücke krachend einstürzen zu lassen.“[6]

- Für den Münchner Merkur erinnert Sven Trautwein am 26. März 2023 daran, dass „bereits vor der Veröffentlichung des Buches ... die Meinungen zum Buch durch Presse und Social Media“ gingen und würdigt unter anderem den klaren „Blick auf die prekäre Lage der Landwirte hierzulande.“ Er empfiehlt: „Diskussion ist erwünscht. Nach dem Lesen.“[7]

- Anne Fritsch erscheinen die Figuren im Roman als Pappkameraden und schreibt im Münchner Feuilleton: „Wie schon in Über Menschen gibt es den netten Nazi von nebenan ebenso wie den überkorrekten Städter. Und wieder einmal bleibt am Ende die Frage offen, wer hier eigentlich die Identifikationsfigur sein soll.“[8]

- Ähnlich argumentiert Peter Mohr, der bedauert, dass der Roman „gut gemeint, aber (leider) nicht gut gemacht“ sei. „Die Figuren bleiben seltsam entrückt, wirkliche Nähe zu ihnen entsteht nicht. Sie kommen nicht über den Status von Thesen proklamierenden Kommunikationsmarionetten hinaus.“[9]
- Auch Eva-Sophie Lohmeier kritisiert die Figuren als „pappfigurenhaft“ und vergleicht die Lektüre mit einem „mehrhundertseitigen Leitartikel“. „Am Ende ist „Zwischen Welten“ vor allem ein Rührstück, das mit schlichten Mitteln Emotionen erzeugen will und dafür einen enormen Aufwand treibt.“[10]

„Zwischen Welten“ erreichte im Februar 2023 Platz 1 der Spiegel-Bestsellerliste.

### Zitierte Ausgabe
- Juli Zeh, Simon Urban: „Zwischen Welten“. Gebundene Originalausgabe, Luchterhand Literaturverlag, München 2023, 1. Auflage, ISBN 978-3-630-87741-9.  1. ↑  S. 21.
  2. ↑  S. 40.
  3. ↑  S. 146–149.
  4. ↑  S. 16.
  5. ↑  S. 38.
  6. ↑  S. 54.
  7. ↑  S. 92–97.
  8. ↑  S. 228.
  9. ↑  S. 285.
  10. ↑  S. 334.
  11. ↑  S. 407.
  12. ↑  S. 425.
  13. ↑  S. 441.
  14. ↑  S. 110.
  15. ↑  S. 443.
  16. ↑  S. 23–24.
  17. ↑  S. 89.
  18. ↑  S. 85.
  19. ↑  S. 119.
  20. ↑  S. 56.
  21. ↑  S. 122–124.
  22. ↑  S. 35.
  23. ↑  S. 101.
  24. ↑  S. 145.
  25. ↑  S. 161.
  26. ↑  S. 85–87.
  27. ↑  S. 33.
  28. ↑  S. 109.
  29. ↑  S. 90.
  30. ↑  S. 112.
  31. ↑  S. 80.
  32. ↑  S. 64.
  33. ↑  S. 441.
  34. ↑  S. 292.

### Interview
- Christhard Läpple: Zwei Welten im Streitgespräch. Ein Großstädter im Dauerkonflikt mit einer alten Freundin vom Land über Gendern, Rassismus und den Klimawandel. Zwei Gegensätze, die in Juli Zehs neuem Roman aufeinandertreffen. 23. Februar 2023, abgerufen am 10. März 2023.